# 酒井忠寧
酒井 忠寧（さかい ただよし）は、江戸時代後期の大名。上野伊勢崎藩の第5代藩主。雅楽頭系酒井家支流5代。
第4代藩主・酒井忠哲の長男。文化2年（1805年）7月5日、父の隠居により跡を継いで叙任する。祖父の忠温に倣って学問を奨励し、伊与久村（現在の伊勢崎市境伊与久）の宮崎有成らが設立した郷学五惇堂を公認し支援を行ったほか、遜親堂、会輔堂、正誼堂、遜悌堂、正心堂など多くの学問所（郷学）を創設した。文化14年（1817年）8月16日に死去。享年29。跡を長男の忠良が継いだ。

## 系譜
父母
- 酒井忠哲（父）
- 品 ー 木下利忠の娘（母）

正室
- 多加 ー 牧野宣成の四女

子女
- 酒井忠良（長男）生母は多加（正室）
- 酒井忠恒（次男）生母は多加（正室）
- 鍈子 ー 小笠原貞哲正室
- 於さだ ー 大久保忠豊正室
- 於澄 ー 榊原昭砥室